# ウラカン・ラナ・インベルティダ
ウラカン・ラナ・インベルティダ（Huracan Rana Invertida）は、プロレス技の一種である。日本名は高角度後方回転エビ固め（こうかくどこうほうかいてんエビがため）。

## 概要
ウラカン・ラミレスのオリジナル技。相手の正面からジャンプして両肩に乗って両足で頭を挟み込み、自身の頭を振り子の錘のように使って後方へと倒れこみ、相手の股の間を潜りこむ。その勢いを使って相手を前方に回転させつつ両足をとって回転エビ固めの要領でフォールを狙う。
パワーボムなどで高く掲げられた状態からの返し技として使用されることもある。
フランケンシュタイナーと見た目はほとんど同じだが、こちらは頭部を叩きつけてダメージを負わせるものなので別の技とされる。

## 技名について
スペイン語で「ウラカン」は「ハリケーン」、「ラナ」は「カエル」、「インベルティダ」は「逆」を意味する。
日本では「インベルティダ」が略されて「ウラカン・ラナ」と呼ばれている。しかし、本来のウラカン・ラナは日本名で高角度前方回転エビ固めのことである。
アメリカでは「ウラカン」が英語で「ハリケーン」を意味することからハリケーン・ラナと呼ばれているが、拡大解釈されてヘッドシザーズ・ホイップ系の技を指す語となっている。

## 派生技
スーパー・ウラカン・ラナ
コーナー最上段からリングの相手に向かってダイブして仕掛けるウラカン・ラナ・インベルティダ。
シクロン・ラナ
シクロン・ラミレスのオリジナル技。ショルダースルーやパワーボムなどで相手に体を高く持ち上げられたところから両足で飛びつきウラカン・ラナ・インベルティダの要領で丸め込む。
ミステリオ・ラナ
レイ・ミステリオ・ジュニアのオリジナル技。相手の背後から肩車されるようにして相手に乗ってから相手頭部を軸に180度回転してからウラカン・ラナ・インベルティダを決める。
ウルトラ・ウラカン・ラナ
ドラゴン・キッドのオリジナル技。エプロンサイドからリングの相手に向かってスワンダイブ式で仕掛けるウラカン・ラナ・インベルティダ。
ドラゴン・ラナ
ドラゴン・キッドのオリジナル技。コーナー最上段から前方宙返りをして相手の肩に飛び乗ってから入るウラカン・ラナ・インベルティダ。
ドラゴンズ・レイ
ドラゴン・キッドのオリジナル技。コーナー付近に立つ相手にダッシュして相手を飛び越え背後のコーナーに着地して後ろ跳びして相手に逆肩車状態で飛び乗ってウラカン・ラナ・インベルティダを決める。
ウルトラ・ドラゴン・ラナ
SUGIがリトル・ドラゴンの時代に開発したオリジナル技。コーナー最上段からフェニックス・スプラッシュのような形で相手の肩に飛び乗ってから入るウラカン・ラナ・インベルティダ。
横須賀ライナー
横須賀ススムのオリジナル技。滞空式ウラカン・ラナでバリエーションに「横須賀ライナー緊急停車」や「横須賀ライナー臨時号」がある。